# Carambolages
Carambolages (bra: Sucesso de Morte)  é uma comédia policial francesa de 1963, dirigida por Marcel Bluwal, com roteiro de Pierre Tchernia baseado no livro homônimo de Fred Kassak. 

## Sinopse
A ascensão de um jovem, em um estabelecimento, com o auxílio de seu chefe de departamento e pai de sua noiva, é seguida de várias mortes “acidentais”.

## Elenco
- Jean-Claude Brialy  ……. Paul Martin
- Louis de Funès  ....... Norbert Charolais
- Michel Serrault  ……. Comissário Baudu
- Sophie Daumier ……. Solange
- Anne Tonietti ……. Danielle Brossard
- Henri Virlojeux  ....... Brossard
- Alfred Adam ……. Beaumanoir
- Marcelle Arnold  ……. senhorita Andréa
- René Clermont   ……. Frépillon
- Jacques Dynam  …….  Macheron
- Gilberte Géniat  ……. Madame Brossard
- Jean Ozenne  ……. D’Aleyrac
- Alain Delon  .......  Lambert